# Appignano del Tronto
Appignano del Tronto (Appëgnà in dialetto ascolano; fino al 1879 Appignano di Offida) è un comune italiano di 1 635 abitanti della provincia di Ascoli Piceno nelle Marche. Fa parte della Comunità Montana del Tronto.

## Geografia fisica

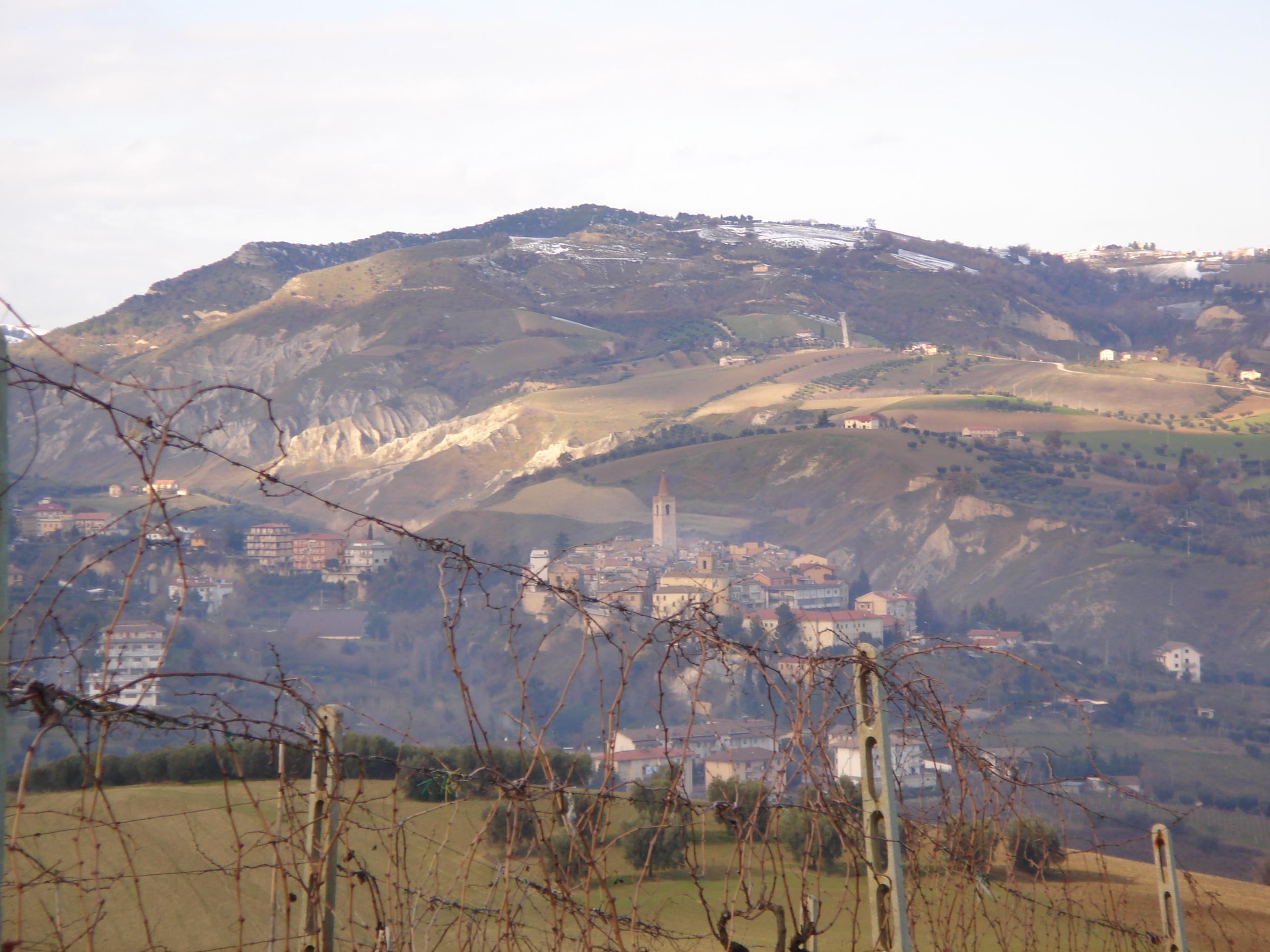
Vista del paese: a destra il centro storico ed a sinistra l'espansione del XX secolo.

Appignano del Tronto è collocata su un crinale collinare arcuato circondato da corsi d'acqua a regime stagionale. Tutto il territorio comunale è fortemente caratterizzato dalla presenza del fenomeno dei calanchi. Si tratta del risultato dello scivolamento a valle di parte del terreno fangoso che compone le colline argillose per effetto della pioggia; questa si raccoglie a valle e confluisce nel torrente Chifenti. Il torrente divide il territorio comunale in sei parti: le due centrali sono il centro storico e l'espansione novecentesca sui colli adiacenti, e le quattro periferiche sono Montecalvo, Valle San Martino, Valle Chifenti e Valle Orta.

## Storia

### Simboli
Lo stemma comunale si può blasonare: Scudo accartocciato: trinciato di rosso e d’azzurro, alla banda in divisa d'argento, sopportante il motto in caratteri maiuscoli di nero: “NEC VI NEC VENTIS”, accostata in capo dalla cometa d’argento, in punta dal castello al naturale, rovinato, fondato sulla rupe dello stesso. Timbrato con l'elmo d'argento, posto in pieno profilo a destra, con la ventaglia dello stesso, completamente chiusa, cimato da un grifone di rosso.

## Monumenti e luoghi di interesse
Chiesa parrocchiale San Giovanni Battista. Facciata in stile lombardo, dalla forma in origine a capanna, trasformata nel '700 a coronamento orizzontale (sec XVIII).

## Società

### Evoluzione demografica
Abitanti censiti

### Etnie e minoranze straniere
Secondo i dati ISTAT al 31 dicembre 2015 la popolazione straniera residente era di 64 persone (3,59%). Le nazionalità maggiormente rappresentate in base alla loro percentuale sul totale della popolazione residente erano:
- Marocco, 25 (1,40%)

## Economia

### Artigianato
Tra le attività economiche più tradizionali, diffuse e attive vi sono quelle artigianali, come l'arte del merletto rinomata in tutto il mondo.

## Amministrazione

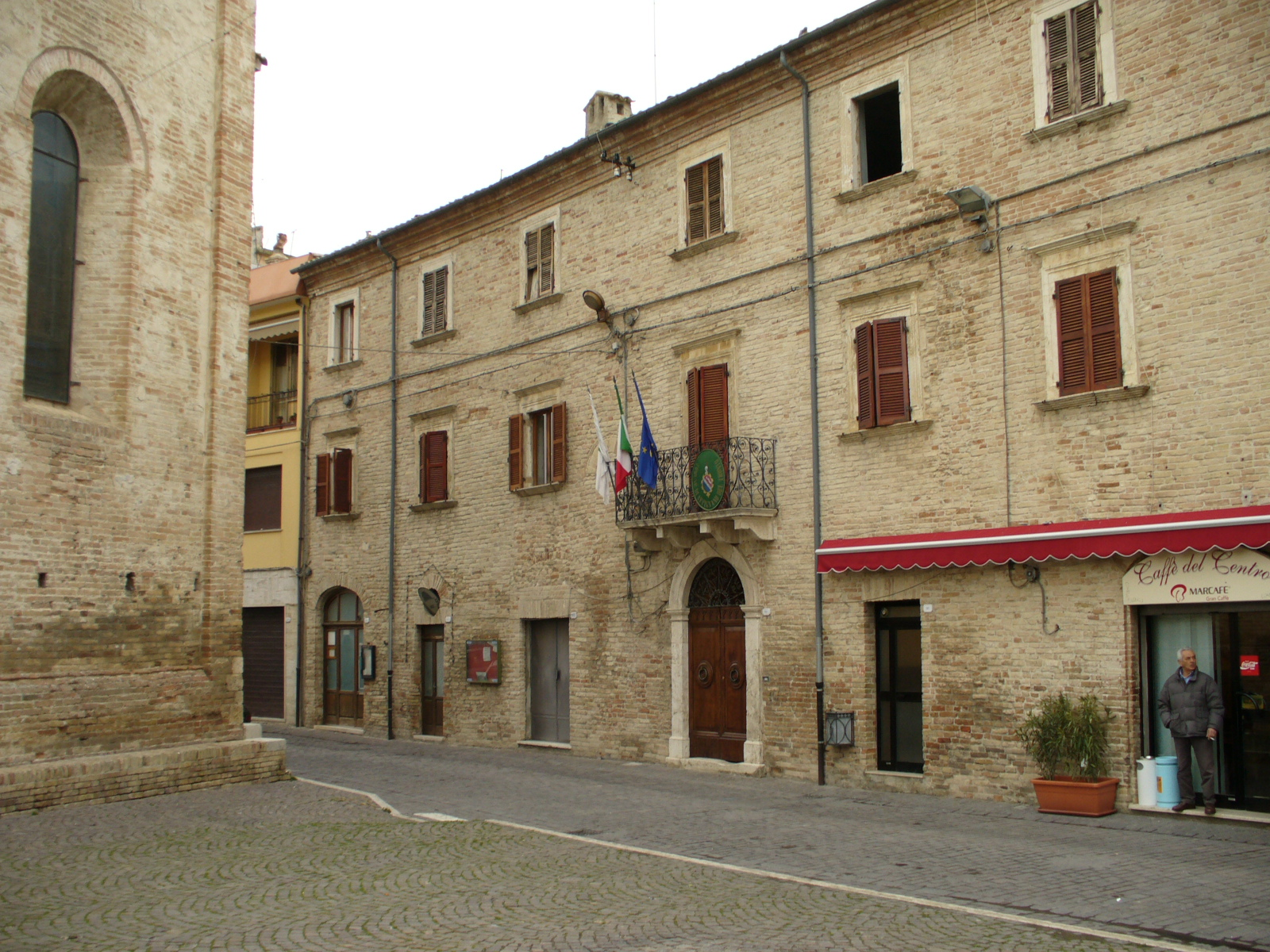
Il palazzo del municipio

### Del Regno d'Italia
| Periodo         | Periodo | Primo cittadino | Partito | Carica  | Note  |
| --------------- | ------- | --------------- | ------- | ------- | ----- |
| 1921            | ?       | Antonio Allevi  | PSI-PCI | Sindaco |       |
| 6 giugno 1948   | 1951    | Nicola Carosi   | ?       | Sindaco | [ 7 ] |
| 8 dicembre 1964 | 1966    | Nicola Carosi   | ?       | Sindaco | [ 7 ] |

### Della Repubblica Italiana
| Periodo           | Periodo           | Primo cittadino          | Partito                                                       | Carica      | Note  |
| ----------------- | ----------------- | ------------------------ | ------------------------------------------------------------- | ----------- | ----- |
| 1º ottobre 1987   | 6 giugno 1993     | Sergio De Angelis        | Partito Comunista Italiano Partito Democratico della Sinistra | Sindaco     | [ 8 ] |
| 7 giugno 1993     | 16 agosto 1995    | Sergio De Angelis        | Partito Democratico della Sinistra                            | Sindaco     | [ 8 ] |
| 17 agosto 1995    | 19 novembre 1995  | Rosanna Calvaresi        | Partito Democratico della Sinistra                            | Vicesindaco | [ 8 ] |
| 20 novembre 1995  | 16 aprile 2000    | Antonio Maurizi          | Centro-sinistra                                               | Sindaco     | [ 8 ] |
| 17 aprile 2000    | 4 aprile 2005     | Antonio Maurizi          | Lista civica                                                  | Sindaco     | [ 8 ] |
| 5 aprile 2005     | 29 marzo 2010     | Maria Nazzarena Agostini | Lista civica Sinistra Ecologia Libertà                        | Sindaco     | [ 8 ] |
| 30 marzo 2010     | 31 maggio 2015    | Maria Nazzarena Agostini | Lista civica Bilancia                                         | Sindaco     | [ 8 ] |
| 1º giugno 2015    | 22 settembre 2020 | Sara Moreschini          | Lista civica Bilancia                                         | Sindaco     | [ 8 ] |
| 22 settembre 2020 | in carica         | Sara Moreschini          | Lista civica Bilancia                                         | Sindaco     | [ 8 ] |

## Sport

### Calcio
La principale squadra di calcio è l'A.S. Appignano 2006 Calcio che milita nel girone H marchigiano di 2ª Categoria. È nata nel 2006.
L'altra squadra di calcio è la Polisportiva Appignano del Tronto che milita nel girone M ascolano di 3ª Categoria.
La squadra di calcio a 5 milita in Serie D.